# リトル・ビッグ・タウン
リトル・ビッグ・タウン(Little Big Town ) はアメリカ合衆国のカントリー・ミュージック・ヴォーカル・グループ。1998年、カレン・フェアチャイルド、キンバリー・シュラプマン、ジミ・ウエストブルック、フィリップ・スウィートの4名で結成された。カルテット形式で、4パートに分かれてハーモニーを形成し、4人が交互にリード・シンガーを担当する。ウエストブルックとスウィートはリズムギターも演奏する。
マーキュリー・ナッシュビル・レコードとレコーディング契約を結んだがシングルもアルバムも発表されず、2002年、モニュメント・レコードからセルフタイトル・アルバム『Little Big Town 』を発表した。このアルバムから2枚のシングルが発表されたが、あまりヒットせずにレーベルを離れた。2005年頃、クリント・ブラック所有のレーベルであるエクイティ・ミュージック・グループと契約し、同年、彼らにとって2枚目のアルバム『The Road to Here 』を発表した。このアルバムからのシングル『Boondocks 』、『Bring It On Home 』はカントリー・チャートで10位以内に入り、プラチナ認定された。2007年、3枚目のアルバム『A Place to Land 』が発表され、このアルバムからの最初のシングル『I'm with the Band 』はカントリー・チャートで40位以内に入った。その後間もなく、『A Place to Land 』の権利と共にキャピトル・レコード・ナッシュビルに移籍し、シングル『Fine Line 』、『Good Lord Willing 』を発表した。2010年、アルバム『The Reason Why 』が発表され、このアルバムからのシングル『Little White Church 』は10位以内に入り、2012年のアルバム『Tornado 』からのシングル『Pontoon 』で初めて第1位となった。
これまで『ビルボード』誌のカントリー・チャートで14曲がランクインしている。これにはダウンロードのみのクリスマスの曲や2008年にシュガーランドとジェイク・オーウェンと共演したドリーム・アカデミーの『Life in a Northern Town 』のカヴァー曲も含まれている。

## 経歴

### 初期
1990年代中期、カレンはクリスチャン・ヴォーカル・グループのトゥルースでリード・シンガーとして活動していた。またポイント・オブ・グレイスのリー・カピリノとのデュオであるカレンリーでも活動しており、シングル『Save it For a Rainy Day 』と『This Love Has 』を発表した。1987年、アラバマ州のサムフォード大学に在学中、キンバリー・ローズとカレン・フェアチャイルドが出会った。その後2人はテネシー州ナッシュビルに転居し、共に音楽活動を始めた。1998年、フェアチャイルドの当時の夫の友人ジミ・ウエストブルックが彼女達の活動に参加した。3人はトリオとして活動を始め、後にカントリー・ポップ・グループのラスカル・フラッツを結成することとなるゲイリー・ラヴォックス、ジョン・ダン・ルーニーと演奏していた。1999年頃、フィリップ・スウィートが4人目のメンバーとして参加し、グループにリトル・ビッグ・タウンという名が付けられた。

## プライベート
2006年5月31日、カレン・フェアチャイルドとジミ・ウエストブルックが結婚したが、2ヶ月間公表されなかった。2010年3月5日、ナッシュビルで息子イライジャ・ディラン・ウエストブルックをもうけた。
2006年11月28日、キンバリー・ローズとスティーブン・シュラプマンが結婚し、2007年7月27日、娘デイジー・パール・シュラプマンをもうけた。現在キンバリーは夫のシュラプマンの姓を名乗っている。これ以前にキンバリーはバンドの弁護士であったスティーヴン・ローズと結婚していたが、2005年にローズは心臓発作で亡くなっている。
2007年3月30日、フィリップ・スウィートと自営のスタイリストであるレベッカ・アーサーが結婚した。2007年12月27日、ナッシュビルのバプティスト病院で娘ペネロピ・ジェーン・スウィートが生まれた。

## 音楽スタイル
4パートの音声ハーモニーで構成されている。他の多くのヴォーカル・グループと違い、特定のリード・シンガーを設けていない。しかし曲によって4人のうち誰かがシード・シンガーを務めたり、『Boondocks 』や『Life in a Northern Town 』のように4人の組み合わせを変えたりしている。

## ディスコグラフィ

### アルバム
| 2002                                      | Little Big Town  | - 発売日: 2002年5月21日 - レーベル: Monument Nashville - フォーマット: CD                                        | —  | —  |                                |
| 2005                                      | The Road to Here | - 発売日: 2005年10月4日 - レーベル: Equity - フォーマット: CD, digital download                                  | 51 | —  | - US: プラチナ                 |
| 2007                                      | A Place to Land  | - 発売日: 2007年11月6日 - レーベル: Equity - フォーマット: CD, digital download                                  | 24 | —  |                                |
| 2010                                      | The Reason Why   | - 発売日: 2010年8月24日 - レーベル: Capitol Nashville - フォーマット: CD, digital download - 全米売上: 15万枚    | 5  | —  |                                |
| 2012                                      | Tornado          | - 発売日: 2012年9月11日 - レーベル: Capitol Nashville - フォーマット: CD, digital download - 全米売上: 102.5万枚 | 2  | 16 | - US: プラチナ - CAN: ゴールド |
| 2014                                      | Pain Killer      | - 発売日: 2014年10月21日 - レーベル: Capitol Nashville - フォーマット: CD, digital download - 全米売上: 51.1万枚 | 7  | 49 |                                |
| 2017                                      | The Breaker      | - 発売日: 2017年2月24日 - レーベル: Capitol Nashville - フォーマット: CD, digital download - 全米売上: 4.4万枚   | 4  | 15 |                                |
| "—"は未発売またはチャート圏外を意味する。 |                  | |    |    |                                |

### シングル
- Don't Waste My Time (2002年)
- Everything Changes (2002年)
- Boondocks (2005年)
- Bring It On Home (2006年)
- Good as Gone (2006年)
- A Little More You (2007年)
- I'm with the Band (2007年)
- Fine Line (2008年)
- Good Lord Willing (2008年)
- Little White Church (2010年)
- Kiss Goodbye (2010年)
- The Reason Why (2011年)
- Pontoon (2012年)
- Tornado (2012年)
- Your Side of the Bed (2013年)
- Sober (2013年)
- Day Drinking (2014年)
- Girl Crush (2014年)
- Pain Killer (2015年)
- One of Those Days (2016年)